# Hana Vlašić
Hana Vlašić (2002. – 5. studenoga 2024.) bila je hrvatska taekwondoistica, višestruka državna prvakinja i osvajačica međunarodnih odličja. U svojoj kratkoj ali uspješnoj karijeri postigla je zapažene rezultate na europskoj i svjetskoj razini.
Na međunarodnoj sceni ostvarila je nekoliko značajnih uspjeha:
- Peto mjesto na Svjetskom prvenstvu u formama u konkurenciji kadetkinja (Lima, Peru, 2016.)
- Europska kadetska prvakinja u formama (Rodos, Grčka, 2017.)
- Europska juniorska prvakinja u formama (Antalya, Turska, 2019.)[1]

Na nacionalnoj razini osvojila je brojne zlatne medalje u različitim kategorijama.
Preminula je iznenada 2024. godine u 22. godini života.